# Stictoleptura picticornis
Stictoleptura picticornis är en skalbaggsart som först beskrevs av Edmund Reitter 1885.  Stictoleptura picticornis ingår i släktet Stictoleptura och familjen långhorningar. Inga underarter finns listade i Catalogue of Life.